# David Gahan
David «Dave» Gahan [deɪvɪd ˈɡɑːn] (Epping, Essex, Anglaterra, 9 de maig de 1962), és un cantant baríton anglès conegut per ser el vocalista capdavanter del grup de música electrònica Depeche Mode des del seu debut el 1980. S'ha desenvolupat també com a solista i ha publicat dos discos, Paper Monsters (2003) i Hourglass (2007), a més d'haver col·laborat íntegrament el 2012 amb el quart àlbum del grup Soulsavers.
Encara que Martin Gore és el principal compositor de Depeche Mode, Gahan ha contribuït amb temes propis en els últims àlbums de la banda, com Playing the Angel, Sounds of the Universe i Delta Machine, cada ú produït per Ben Hillier, és a dir, en l'etapa tardana del grup. Tres de les seves cançons han estat publicades com a senzills de Depeche Mode, «Suffer Well» (2006), «Hole to Feed» (2009) i «Should Be Higher» (2013), respectivament als àlbums anteriors.

## Biografia
Va néixer al poble d'Epping, Essex, Anglaterra, fill de Len i Sylvia Callcott. El seu genitor va abandonar la família quan només tenia sis mesos, i dos anys després es van divorciar els seus pares oficialment. La seva mare es va traslladar amb Dave i la seva germana Sue (1960) a Basildon (Essex) després de tornar-se a casar, aquest cop amb Jack Gahan, de qui Dave va adoptar el cognom, ja que sempre el va considerar el seu veritable pare. El nou matrimoni va tenir dos fills més: Peter (1966) i Phil (1968). El seu padrastre va morir l'any 1972, quan Dave tenia deu anys. Posteriorment va conèixer el seu pare biològic, ja que va tornar a tenir contacte amb la seva mare, malgrat que ell no en volia saber res perquè considerava que Jack Gahan com el seu pare. Al cap d'un any, Len va desaparèixer novament però aquest cop definitivament, ja que mai més van tornar a tenir contacte.
Des de molt jove sempre va ser un noi molt rebel, fou expulsat de l'escola i va tenir problemes amb la policia, arribant a ser condemnat en tres ocasions pel tribunal de menors per conduir motos robades i pintar graffitis. Després de ser obligat a realitzar alguns treballs socials, començava a tenir clar que el seu lloc seria la presó si seguís per aquest camí. Llavors va ser quan va aparèixer la música en la seva vida i va realitzar un canvi important en el seu comportament.
Sent més major, amb uns amics va formar un grup juvenil anomenat The Vermin identificat amb el moviment punk dels anys 1970, en la qual pretenien emular bandes com The Clash i Sex Pistols, fins que el 1980 es trobava cantant, gairebé taral·lejant, «Heroes» de David Bowie en un saló d'esdeveniments artístics del comtat on ho va sentir Vince Clarke i aviat ho va contactar per esdevenir la veu del seu grup. Gahan va acceptar entrar a Composition of Sound on va conèixer Martin Gore i Andy Fletcher. Gahan va fer rebatejar la banda com Depeche Mode, nom que va prendre d'estar fullejant una revista francesa de moda amb aquest títol. Clarke va abandonar el projecte després de concretar el primer disc, Gahan no obstant això, àdhuc i quan ha dut a terme un projecte musical solista i ha col·laborat amb altres músics, ha romàs fins avui amb Gore i amb Fletcher en el grup.
David Gahan va anar habitar a la ciutat de Nova York el 1997, on segueix vivint amb la seva tercera muller (Jennifer Sklias), la seva filla, i el fill de Jennifer d'una relació anterior, el qual Gahan va adoptar oficialment l'any 2010. Anteriorment s'havia casat amb Joanne Fox, i després amb Teresa Conroy, que havia treballat com a publicista de Depeche Mode. Es va convertir a l'Església Ortodoxa.

### Problemes personals
Dave Gahan és un dels pocs vocalistes d'un grup que durant anys s'ha dedicat gairebé exclusivament a cantar, raó per la qual la imatge i l'èxit de la banda sempre han recaigut sobre ell, així com els excessos. El 1986 va començar a tenir experiències amb drogues, problema que va agreujar particularment amb les gires de 1987-88 Tour for the Masses (amb motiu de l'àlbum Music for the Masses), World Violation Tour de 1990 (de l'àlbum Violator), i sobretot amb el Devotional Tour de 1993 (de l'àlbum Songs of Faith and Devotion) que a més es va estendre el 1994 com Exotic Tour. Al llarg de la seva vida ha patit quatre situacions molt properes a la mort. El primer fou el 1993 en un concert a Nova Orleans on va patir un petit infart de miocardi, pel qual li van aconsellar aturar la gira però ho va refusar. El segon fou un intent de suïcidi tallant-se els canells el 1995. El seu punt més crític fou aquest mateix any quan va tenir una aturada cardíaca de dos minuts després de consumir una mescla de drogues. En ser internat a l'hospital de Los Angeles, va ser arrestat per possessió de drogues, però set persones, inclòs el seu mànager Jonathan Kessler, van ajudar a pagar la fiança de deu mil dòlars. Malgrat patir aquesta afecció, durant la resta de l'any i el començament de 1996 va recaure intermitentment en les drogues, fins que va rebre un advertiment de les autoritats estatunidenques d'impedir-li l'entrada al país si no solucionava la seva addicció. Va ser a partir del 1997 que va començar a esmenar aquesta situació fins a arribar a superar l'addicció a l'heroïna.
El maig de 2009, va sofrir una gastroenteritis a l'inici de la gira Tour of the Universe, per la qual cosa van haver de suspendre diversos concerts d'aquesta gira per Europa. En ser hospitalitzat, a Gahan se li va trobar un tumor benigne que li va ser extret.

## Carrera musical

### Depeche Mode
La primera aportació de Dave Gahan a Depeche Mode és sense dubte que precisament ell va suggerir aquest nom, el qual va prendre d'estar fullejant la revista de moda francesa que es deia de la mateixa manera. Tanmateix, molts reconeixen que el seu carisma, domini i presència escènica han contribuït molt a l'èxit del grup; a més, la seva característica veu, greu i nasal, és tot un distintiu del grup i fins i tot considerada per alguns com una influència del moviment de música electrònica mateix.
Fou el 1992 que es va presentar a treballar amb els seus companys completament convertit en un estil de rock, amb el pèl llarg i tatuatges, en bona part a ell es va deure el so merament rock de l'àlbum Songs of Faith and Devotion de 1993, època en la qual estava més enfonsat anímicament a causa de la seva addicció a les drogues. Cap al 1997, quan superà totalment aquesta etapa va començar a treballar en la seva carrera musical com a solista.
En una entrevista realitzada el 2003 va assenyalar que mentre treballaven en l'àlbum Exciter se sentia una mica frustrat perquè notava una falta d'experimentació en aquest treball. Animat per la bona rebuda del seu primer treball en solitari, va indicar als seus companys que volia escriure la meitat de les cançons del nou àlbum de Depeche Mode. Per primer cop va escriure les lletres de diverses cançons per la banda però finalment només tres temes van ser incloses en l'àlbum Playing the Angel (2005): «Suffer Well», «I Want It All» i «Nothing's Impossible». Aquestes van ser musicalitzades per Andrew Phillpott i Christian Eigner, i la primera de les quals va ser un senzill reeixit i fins i tot nominada a un premi Grammy. Gahan va revelar després que va escriure una vintena de cançons per Depeche Mode.
Tres cançons més co-escrites per Gahan, Eigner i Phillpott van ser incloses en l'àlbum Sounds of the Universe (2009): «Hole to Feed», «Come Back» i «Miles Away / The Truth Is», el primer dels quals fou escollit com a senzill. La cara-B de «Oh Well» també fou escrita per Gahan però la música per Martin Gore, la primera col·laboració entre els dos integrants de Depeche Mode. Pel següent treball, Delta Machine (2013), Gahan apareix en els crèdits de les cançons «Broken», «Secret to the End» i «Should Be Higher», i també les cares-B «Happens All the Time» i «All That's Mine» que van ser incloses en l'edició deluxe. En aquesta ocasió, les va escriure amb la col·laboració de Kurt Uenala, enginyer d'aquest material. També va compondre «Long Time Lie», segona col·laboració amb Gore.
David Gahan ha participat en tots els discos i totes les gires de Depeche Mode.

### Trajectòria en solitari
David Gahan va començar la seva carrera en solitari a partir de l'any 1997, coincidint amb la superació de la seva addicció a les drogues. Va començar a prendre classes de cant per recuperar la veu, ja que es va veure afectada per la seva addicció. El seu primer pas fou la contribució a l'àlbum de tribut Dream Home Heartaches: Remaking/Remodeling Roxy Music amb la cançó «A Song For Europe». Tanmateix aquest procés no fou instantani, ja que va seguir treballant amb Depeche Mode mentre componia les seves primeres cançons.
El primer disc en solitari fou Paper Monsters, que va publicar l'any 2003. Va compondre les cançons amb el seu amic i guitarrista Knox Chandler. Seguidament va realitzar la gira mundial Paper Monsters Tour, on combinava cançons del seu disc amb cançons del repertori de Depeche Mode. La banda que el va acompanyar en la gira estava formada pel mateix Chandler (guitarra), Martyn LeNoble (baix), Vincent Jones (teclats) i Victor Indrizzo (bateria). El disc va tenir un èxit moderat, especialment a Europa, i el primer senzill («Dirty Sticky Floors»), va arribar al Top 20 en la UK Singles Chart. El mateix any va realitzar una col·laboració amb el músic Junkie XL en la cançó «Reload».
L'any 2007 va publicar el segon àlbum en solitari, Hourglass, acompanyat d'Andrew Phillpott i Christian Eigner. Aquest disc fou enregistrat als estudis 11th Floor Studios de Nova York del mateix Gahan. Musicalment era més electrònic i va aconseguir crítiques més favorables que l'anterior.

### Altres
Coincidint amb el llançament del seu segon treball en solitari, Gahan va engegar un projecte anomenat «Mirror» amb la col·laboració de Thomas Anselmi i la producció de Vincent Jones. Gahan va cantar la cançó «Nostalgia» que fou llançada a l'octubre de 2008 i posteriorment l'àlbum sencer. També va contribuir amb la seva veu en la cançó «Visitors» sota el nom de frYars. El 2012 va contribuir com a cantant i principal compositor de les cançons de l'àlbum The Light the Dead See del projecte musical Soulsavers. Posteriorment també va realitzar el mateix rol pel cinquè àlbum de la banda Angels & Ghosts (2015). El 2014 va cantar i tocar l'harmònica en la cançó «Low Guns» de l'àlbum The Morning After de SixToes. Aquesta banda havia realitzat una remescla de la cançó «Jezebel» de Depeche Mode, inclosa en una edició especial de Sounds of the Universe (2009).

## Discografia

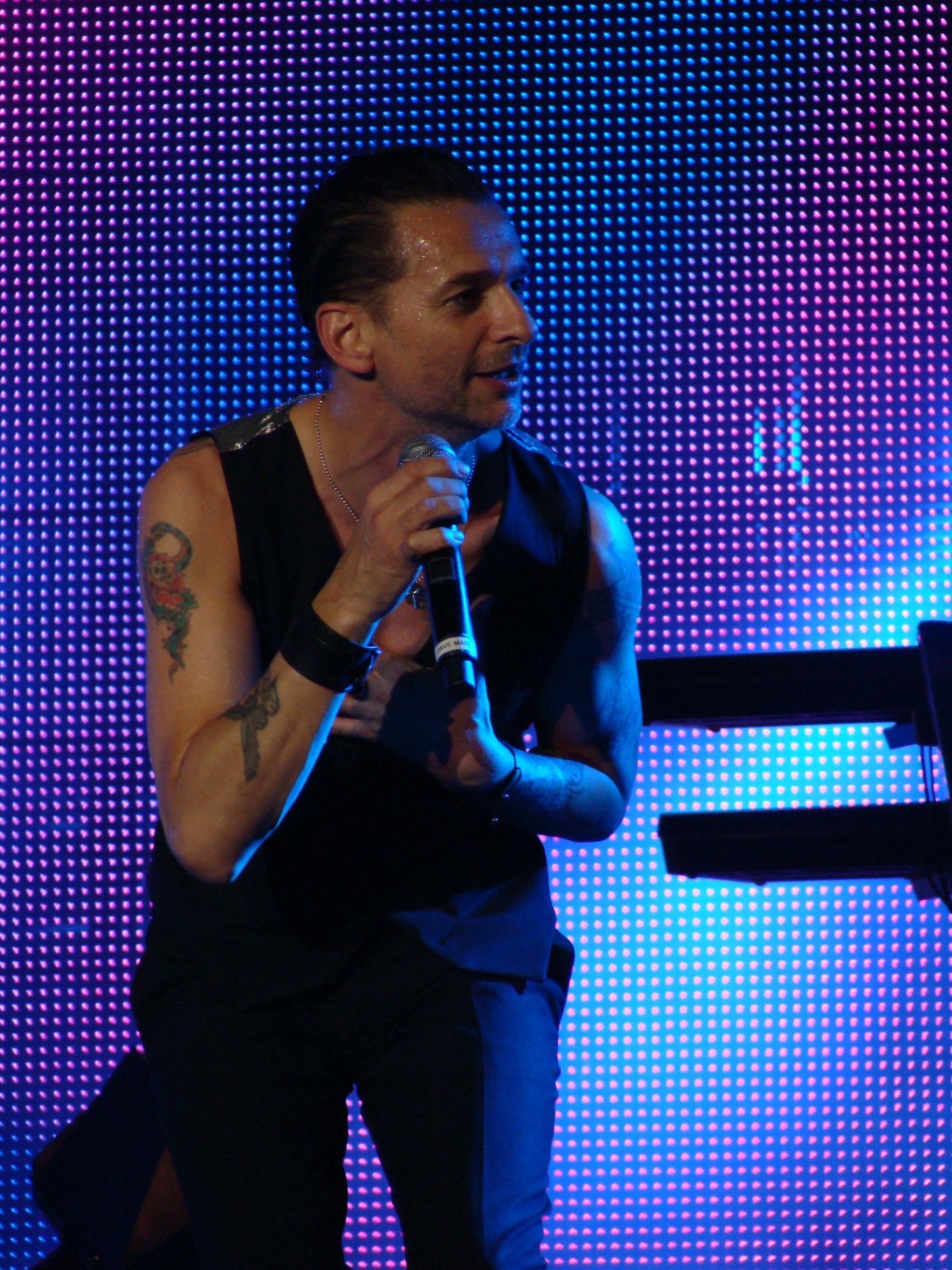
David Gahan a Bilbao (2009).

### Depeche Mode
- Speak & Spell (1981)
- A Broken Frame (1982)
- Construction Time Again (1983)
- Some Great Reward (1984)
- Black Celebration (1986)
- Music for the Masses (1987)
- Violator (1990)
- Songs of Faith and Devotion (1993)
- Ultra (1997)
- Exciter (2001)
- Playing the Angel (2005)
- Sounds of the Universe (2009)
- Delta Machine (2013)

### Solista
- Paper Monsters (2003)
- Hourglass (2007)

### Soulsavers
- The Light the Dead See (2012)
- Angels & Ghosts (2015)